# Avenir sportif de Rejiche
 (décembre 2020).
Si vous disposez d'ouvrages ou d'articles de référence ou si vous connaissez des sites web de qualité traitant du thème abordé ici, merci de compléter l'article en donnant les références utiles à sa vérifiabilité et en les liant à la section « Notes et références ».
Maillots
Actualités
Dernière mise à jour : 14 décembre 2023.
L'Avenir sportif de Rejiche (arabe : المستقبل الرياضي برجيش), plus couramment abrégé en AS Rejiche, est un club tunisien de football fondé en 1980 et basé dans la ville de Rejiche.
Il joue au stade municipal de Rejiche qui a une capacité de 3 000 places.

## Histoire
Il réussit à accéder pour la première fois de son histoire en Ligue I sous la présidence de Mohamed Ali Aroui, lors de la saison 2019-2020.

## Personnalités

### Présidents
- Mohamed Ali Aroui

### Entraîneurs
- Saïd Saïbi
- Farid Ben Belgacem
- Chaouki Zebidi
- Riadh Jelassi (2023)
- Slim Zouari (2023- )[1]